# Zasław (Zagórz)
Zasław (dawniej Zaosławie, Zasławie) – część miasta Zagórza oraz osiedle (jednostka pomocnicza gminy), dawna wieś nad Osławą.
Jesienią 1954 Zasław wszedł w skład gromady Zagórz, której 31 grudnia 1959 nadano status osiedla, przez co Zasław stał się integralną częścią Zagórza. 1 listopada 1972  osiedle Zagórz włączono do Sanoka, przez co Zasław stał się integralną częścią Sanoka. 1 lutego 1977 Zasław wyłączono z Sanoka jako składową nowo utworzonego miasta Zagórz.

## Historia
Wieś jest położona w pobliżu ujścia rzeki Osławy do Sanu. Nazwa wsi wywodzi się od faktu, że jest położona za rzeką Osława. Była też określana jako Zaosławie, Zasławie. Zgodnie powtarzanym jeszcze przed 1939 miejscowym podaniem „Woda Zasław przyniosła i woda go zabierze”. 
Na przestrzeni lat w Zasławiu osiedli się mieszkańcy Zagórza oraz innych pobliskich miejscowości Wielopola i Doliny. We wsi wykształcił się przysiółek Kocaby, której nazwa wywodzi się o nazwiska pierwszych mieszkańców tego rejonu.
Przez wiele lat Zasław był własnością rodziny Łępkowskich. W połowie XIX wieku właścicielem posiadłości tabularnej Zasławie był Karol Łępkowski. Pod koniec XIX wieku właścicielem tabularnym dóbr we wsi był Maksymilian Łepkowski. Na początku XX wieku Artur Goldhammer posiadał we wsi obszar 361,3 ha, a Karol Łepkowski 234,8.
W 1906 w Zasławiu rodzina Łepkowskich założyła cegielnię, w 1947 przejęła ją Gminna Spółdzielnia „Samopomoc Chłopska”, w 1955 Zakłady Przemysłu Terenowego w Sanoku, w 1974 Rzeszowskie Przedsiębiorstwo Ceramiki Budowlanej, a w latach 90 XX w. przedsiębiorcy prywatni.
Według stanu z 1936 w Zasław liczył 600 mieszkańców. Spośród nich 507 to grekokatolicy, 80 to wyznawcy obrządku rzymskokatolickiego, a 13 było wyznawcami religii mojżeszowej. Mieszkańcy wsi byli wtedy w większości rolnikami małorolnymi, zarobnikami i robotnikami kolejowymi, natomiast jedną rodzinę stanowili ziemianie. Przed 1939 w Zasławiu zamieszkiwali Polacy, Rusini (Łemkowie, Ukraińcy), Żydzi. W tym czasie przyjęło się, że mieszkający w dolnej części wsi byli określani jako „Dołyńślańci”, a górnej jako „Horyślańci”. 
W drugiej połowie lat 30 XX wieku przy drodze wiodącej od Zagórza istniały ruiny zabudowań nieukończonej fabryki celulozy i papieru. Przed 1939 we wsi istniała szkoła. 
W okresie II wojny światowej na terenie wsi znajdował się przejściowy obóz koncentracyjny Zwangsarbeitslager Zaslaw dla ludności żydowskiej, w którym zginęło ponad 10 000 Żydów. Po wojnie ustanowiono tam upamiętnienia. Istnieją także pozostałości po sowieckich bunkrach granicznych z II wojny światowej (tzw. Linia Mołotowa).
W latach 1972–1977 Zasław znajdował się w granicach administracyjnych "wielkiego" Sanoka jako osiedle.
W Zasławiu znajduje się Kościół dojazdowy pw. Miłosierdzia Bożego.

## Zabytki
Dwór rodu Zasławskich (obecnie w ruinie). W okresie II wojny światowej w konspirację zaangażowała się mieszkająca we dworze Olga Sulimirska, udzielając pomocy uciekinierom obozowym. W dworze były wytwarzane płótna do snopowiązałek, wata izolacyjna i działała tapicernia. W późniejszych latach działała tam Spółdzielnia Inwalidów „Spójnia” z Sanoka

## Przemysł
Na początku lat 50 XX w. w zabudowaniach byłej fabryki celulozy stworzono produkcję przyczep Sanockiej Fabryki Autobusów Autosan, później pod nazwą Zakład Budowy Przyczep i Naczep w Zasławiu, obecnie funkcjonujący w Andrychowie jako Zasław TSS. Był największym producentem przyczep w kraju oraz współpracował z włoskim producentem „Piacenza”. W 1991 zakład został usamodzielniony w odrębną spółkę, a w 1994 podzielony na Zakład Przyczep i Naczep oraz Zakład Mechaniczny. Na terenie przemysłowym powstały inne podmioty, m.in. Zakład Usług Przemysłowych.

## Urodzeni w Zasławiu
- Roman Wajda – polski inżynier i główny, m.in. pomysłodawca budowy Polskiego Ośrodka Społeczno-Kulturalnego w Londynie.
- Stanisław Nabywaniec – polski duchowny katolicki, teolog, historyk, nauczyciel akademicki